# Gallebosjön
Gallebosjön är en sjö i Hultsfreds kommun i Småland och ingår i Emåns huvudavrinningsområde. Sjön har en area på 0,115 kvadratkilometer och ligger 174,5 meter över havet.

## Delavrinningsområde
Gallebosjön ingår i det delavrinningsområde (637927-150065) som SMHI kallar för Ovan Gnöttlebäcken. Medelhöjden är 135 meter över havet och ytan är 42,7 kvadratkilometer. Räknas de 28 avrinningsområdena uppströms in blir den ackumulerade arean 564,84 kvadratkilometer. Silverån (Brusaån) som avvattnar avrinningsområdet har biflödesordning 2, vilket innebär att vattnet flödar genom totalt 2 vattendrag innan det når havet efter 113 kilometer. Avrinningsområdet består mestadels av skog (79 procent). Avrinningsområdet har 0,18 kvadratkilometer vattenytor vilket ger det en sjöprocent på 0,4 procent. Bebyggelsen i området täcker en yta av 1,48 kvadratkilometer eller 3 procent av avrinningsområdet.